# Laurien Leurink
Laurien Leurink (Utrecht, 13 de noviembre de 1994) es una jugadora neerlandesa de hockey sobre césped.

## Trayectoria
Leurink debutó en los Juegos Olimpicos de Río 2016. En su primera participación olímpica obtuvo la medalla de plata. En las olimpiadas de Tokio 2020 ganó la medalla de oro al vencer a Argentina en la final.